# Irisbus Cristalis

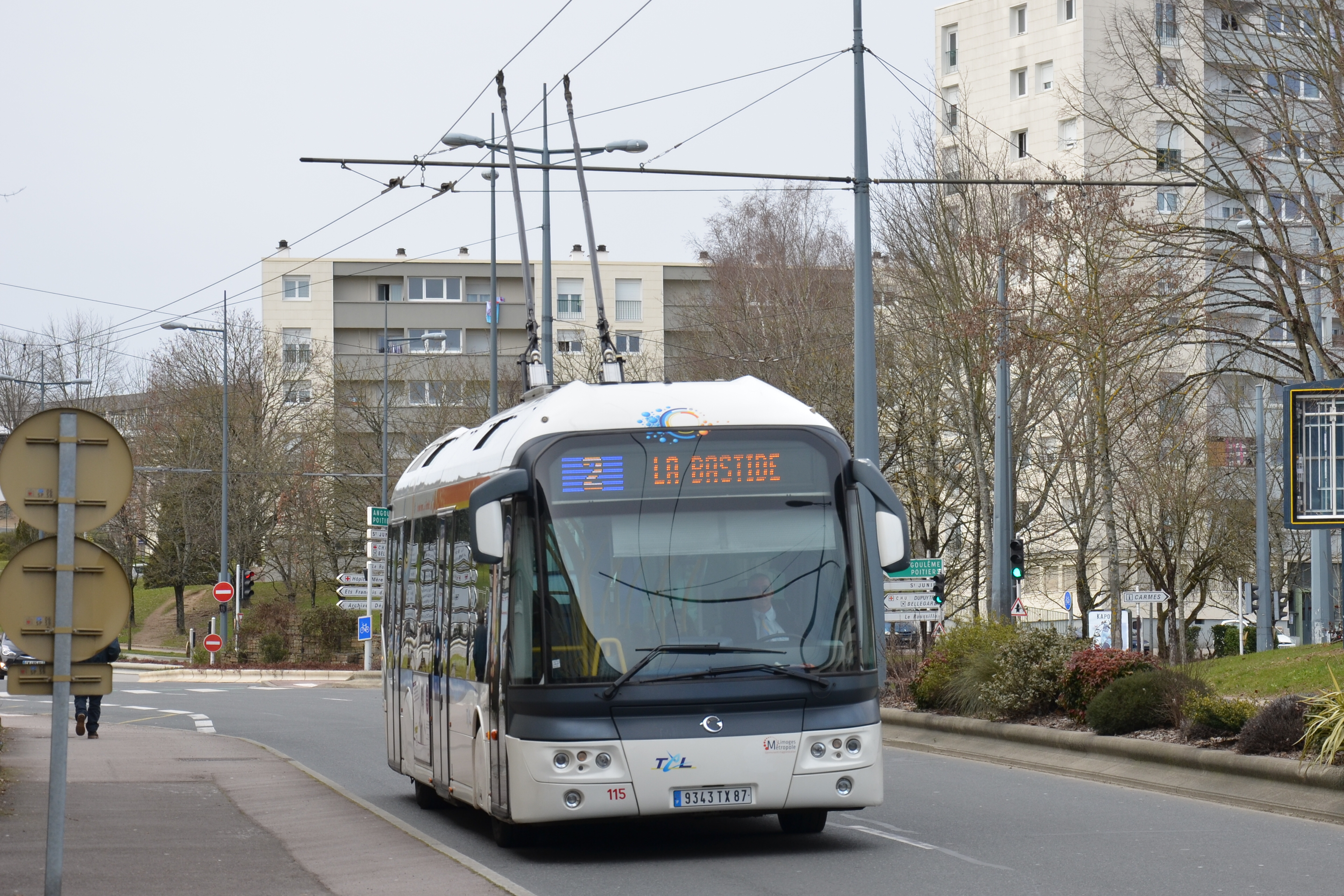
Filobus Cristalis del TCL n. 115 a Limoges

L'Irisbus Cristalis è un modello di filobus urbano semplice o snodato realizzato in Europa dalla Irisbus a partire dal 2004 fino al 2011.

## Caratteristiche
È un filobus di concezione moderna con guida a sinistra, che presenta il pianale totalmente ribassato ed uno spazio riservato ai disabili; una telecamera consente la retromarcia ed il controllo automatico delle aste di captazione (la telecamera non è presente sugli esemplari in servizio a Milano). Il Cristalis non è dotato del classico sistema di corde per manovrare le aste, le quali, in caso di scarrucolamento, nei mezzi in servizio in Italia vengono nuovamente posizionate a contatto della rete elettrica tramite una pertica telescopica in vetroresina; in Francia vengono invece riposizionate sulla rete in modo automatico premendo un pulsante a bordo, in quanto sulle linee elettriche sono presenti a intervalli regolari dei metallici che invitano le aste ad agganciarsi al bifilare. Curato anche nei particolari, il mezzo presenta le coperture per le ruote e le porte traslanti (anche anteriormente, seppur di larghezza minorata). La trazione del veicolo avviene tramite motori elettrici, inseriti nei mozzi delle ruote collegate al secondo e terzo asse; gli pneumatici di queste ruote sono di sezione maggiorata, così da permettere l'adozione di ruote singole, ossia non gemellate, che offrono il vantaggio di consentire una maggiore larghezza del corridoio interno al vano passeggeri.
La versione da 18 metri può trasportare 140 passeggeri, di cui 30 seduti, 109 in piedi ed un disabile in carrozzella.
Costruito solo in allestimento urbano, è presente sul mercato nelle versioni di filobus semplice (12 metri, 3 porte, 2 assi) e di filosnodato (18 metri, 4 porte, 3 assi).

## Diffusione
È presente in Italia (Milano: da 18 metri) e Francia (Lione: da 12 e 18 metri; Limoges: da 12 metri; Saint-Étienne: da 12 metri).